# Igino Rizzi
Igino Rizzi (ur. 18 października 1924 w Ponte di Legno, zm. 9 grudnia 2015 tamże) – włoski skoczek narciarski, uczestnik Zimowych Igrzysk Olimpijskich 1948 w Sankt Moritz.
Na igrzyskach w 1948 roku w Sankt Moritz wystąpił w zawodach na skoczni normalnej K-68. W obu seriach skoczył na odległość 57 metrów, z tym że pierwszego skoku nie ustał. Z notą łączną 131,7 pkt., zajął 45. miejsce w stawce 46 zawodników, którzy ukończyli zawody (wyprzedził tylko Laurenta Berniera z Kanady). 
Kilkukrotny medalista mistrzostw Włoch w skokach narciarskich.